# Sant Esteve de la Sarga
Sant Esteve de la Sarga község Spanyolországban, Lleida tartományban. Sant Esteve de la Sarga Tremp, Castell de Mur, Àger és Viacamp y Litera községekkel határos. Lakosainak száma 127 fő (2024).

## Népesség
A település népessége az utóbbi években az alábbiak szerint változott:
| Lakosok száma | 389  | 1036 | 708  | 438  | 138  | 114  | 143  | 132  | 124  | 127  |
|               | 1717 | 1887 | 1936 | 1960 | 1986 | 2004 | 2009 | 2014 | 2019 | 2024 |